# Industriehafen
Ein Industriehafen ist ein Hafen, in dem industrielle Güter umgeschlagen werden, und somit eine spezielle Art von Handelshafen. Der Begriff wird von Häfen auch in der Namensgebung einzelner Hafenbereiche verwendet, beispielsweise gehört der Industriehafen Mannheim zum Hafen Mannheim.
Beispiele für spezielle Typen von Industriehäfen sind Ölhafen, Containerhafen, Schüttguthafen, Chemiehafen, Frachtguthafen, RoRo-Hafen, Werfthafen und auch große Fischerhäfen. Fährhäfen und Passagierhäfen mit Personenverkehr zählen ebenso wenig zu Industriehäfen wie Yachthäfen oder militärisch genutzte Marinehäfen.

## Liste von Industriehäfen in Deutschland (Auswahl)
- Bremen
- Emden
- Flensburg
- Lübeck
- Lubmin
- Magdeburg
- Mannheim
- Rostock